# Роз'їзд 51
Роз'їзд 51 (каз. рзд.51) — станційне селище у складі Сариагаського району Туркестанської області Казахстану. Входить до складу Дарбазинського сільського округу.
Населення — 142 особи (2021; 186 у 2009, 174 у 1999, 132 у 1989).